# Ерапегоу (Вайомінг)
Ерапегоу (англ. Arapahoe) — переписна місцевість (CDP) в США, в окрузі Фремонт штату Вайомінг. Населення — 1612 особи (2020).

## Географія
Ерапегоу розташований за координатами 42°59′34″ пн. ш. 108°27′17″ зх. д. / 42.99278° пн. ш. 108.45472° зх. д. (42.992701, -108.454587).  За даними Бюро перепису населення США в 2010 році переписна місцевість мала площу 72,10 км², з яких 71,61 км² — суходіл та 0,49 км² — водойми.

## Демографія
Згідно з переписом 2010 року, у переписній місцевості мешкало 1656 осіб у 415 домогосподарствах у складі 333 родин. Густота населення становила 23 особи/км².  Було 488 помешкань (7/км²).
Расовий склад населення:
| - 80,3 % — корінних американців - 16,8 % — білих - 0,2 % — чорних або афроамериканців - 0,1 % — вихідців з тихоокеанських островів - 0,1 % — азіатів |

До двох чи більше рас належало 1,9 %. Частка іспаномовних становила 4,3 % від усіх жителів.
За віковим діапазоном населення розподілялося таким чином: 37,9 % — особи молодші 18 років, 53,2 % — особи у віці 18—64 років, 8,9 % — особи у віці 65 років та старші. Медіана віку мешканця становила 24,8 року. На 100 осіб жіночої статі у переписній місцевості припадало 98,8 чоловіків;  на 100 жінок у віці від 18 років та старших — 96,2 чоловіків також старших 18 років.
Середній дохід на одне домашнє господарство  становив 63 533 долари США (медіана — 52 083), а середній дохід на одну сім'ю — 65 453 долари (медіана — 57 109). Медіана доходів становила 35 385 доларів для чоловіків та 30 568 доларів для жінок. За межею бідності перебувало 27,0 % осіб, у тому числі 34,9 % дітей у віці до 18 років та 18,7 % осіб у віці 65 років та старших.
Цивільне працевлаштоване населення становило 528 осіб. Основні галузі зайнятості: мистецтво, розваги та відпочинок — 32,0 %, освіта, охорона здоров'я та соціальна допомога — 28,0 %, роздрібна торгівля — 9,1 %, публічна адміністрація — 8,3 %.